# Scharten (Köditz)
Scharten ist ein Gemeindeteil der Gemeinde Köditz im Landkreis Hof (Oberfranken, Bayern). Scharten liegt in der Gemarkung Brunnenthal.

## Geografie
Das Dorf befindet sich nördlich und südlich der Bundesautobahn 72. Im Nordwesten fällt das Gelände ins Tal des Kalten Bachs, eines linken Zuflusses der Sächsischen Saale, ab. Im Südwesten wie auch im Osten befinden sich entlang der Autobahn Photovoltaikanlagen. Die Kreisstraße HO 15 führt zur Staatsstraße 2192 bei Saalenstein (0,8 km nordöstlich) bzw. zur Bundesstraße 173 bei Köditz (1,1 km südlich).

## Geschichte
Das Rittergut Schartenmauer war ursprünglich ein Vorwerk der Murring auf Schloss Hofeck. 1388 wurde das Vorwerk wohl im Zusammenhang einer Fehde der vogtländischen Ritterschaft mit der Reichsstadt Eger zerstört. 1632 wurde es wiederum während des Dreißigjährigen Krieges von durchziehenden Kroaten zerstört. Das Rittergut Scharten hatte zahlreiche Besitzer. Gegen Ende des 18. Jahrhunderts gehörte es den Herren von Plotho. Das zueghörige Dorf Scharten bestand aus acht Anwesen.
Von 1797 bis 1810 unterstand Scharten dem Justiz- und Kammeramt Hof. Infolge des Ersten Gemeindeedikts wurde Scharten dem 1812 gebildeten Steuerdistrikt Joditz und der zugleich entstandenen Ruralgemeinde Joditz zugewiesen. In den 1950er Jahren wurde Scharten nach Brunnenthal umgemeindet. Am 1. Mai 1978 wurde Scharten im Zuge der Gebietsreform in Bayern nach Köditz eingemeindet.

### Baudenkmäler
- Forsteckstraße 6: Burgstall Schartenmauer[9]

### Einwohnerentwicklung
| Jahr      | 00 1799 | 001819 | 001861 | 001871 | 001885 | 001900 | 001925 | 001950 | 001961 | 001970 | 001987 |
| Einwohner | 39      | 53     | 79     | 76     | 82     | 73     | 80     | 128    | 119    | 124    | 119    |
| Häuser    | 8       |        |        |        | 12     | 12     | 14     | 15     | 18     |        | 30     |
| Quelle    | [ 6 ]   | [ 7 ]  | [ 11 ] | [ 12 ] | [ 13 ] | [ 14 ] | [ 15 ] | [ 16 ] | [ 17 ] | [ 18 ] | [ 1 ]  |

## Religion
Scharten ist seit der Reformation evangelisch-lutherisch geprägt und bis heute nach St. Johannes (Joditz) gepfarrt.